# Melly vs. Melvin
| Recensione | Giudizio |
| ---------- | -------- |
| Pitchfork  | 4,8/10   |

Melly vs. Melvin è il primo album in studio del rapper statunitense YNW Melly, pubblicato il 22 novembre 2019 dalla Atlantic Records.

## Tracce
1. Two Face – 3:58
2. Suicidal – 3:42
3. Adam Sandler – 2:41
4. Bang Bang – 4:20
5. Billboard – 2:45
6. I Ain't Lying – 3:15
7. I'm a Star – 3:12
8. My Slime – 3:12
9. 100K – 2:53
10. Nobody's Around – 2:58
11. Killuminati (feat. Foreign Teck) – 2:39
12. Stay Up (feat. Tonk wit tha Gift) – 4:12
13. Waitin on You – 4:41
14. 223's (feat. 9lokkNine) – 2:56

Note
- Bang Bang contiene campionature da Body on Me di Nelly.
- Waitin on You contiene campionature da Human Nature di Michael Jackson.